# Jules-Marie-Henri de Faret de Fournès
Jules-Marie-Henri, comte de Faret, marquis de Fournès, seigneur de Saint-Privat et Saint-Jean-de-Maruéjols, coseigneur de la ville de Bourg-Saint-Andéol et d'autres lieux (château de Saint-Privat, 13 janvier 1752 - château de Saint-Privat, 4 décembre 1826), est un militaire et homme politique français.

## Biographie
Fils du comte Henri de Faret de Fournès, mestre de camp du régiment du Roi-Cavalerie et brigadier des armées du Roi, et d'Ambroisine de Cadoine de Gabriac. 
Sa sœur épouse Jean-Louis-Charles-François de Marsanne de Fontjuliane, qui sera, comme lui, député aux États-généraux de 1789.
Il suit une carrière militaire dans laquelle il débute en 1768 comme sous-lieutenant au régiment Mestre de Camp Général de cavalerie. Promu en 1770 lieutenant, puis 1772 capitaine au même régiment, il devient en 1776 capitaine en second aux chevau-légers de la Garde royale, en 1779 sous-lieutenant aux gendarmes anglais, en 1782 second lieutenant aux gendarmes de Monsieur, puis en 1788 colonel du régiment Royal-Champagne cavalerie. 
chevalier de l'ordre royal et militaire de Saint-Louis.
Admis aux honneurs de la Cour en 1777, Il est fait conseiller du roi en ses conseils et « grand sénéchal d'épée de Nîmes et de Beaucaire » en 1788. 
Le 17 mars 1789, il préside l'assemblée générale des trois ordres réunie à Nimes, demande le maintien des trois ordres, avec l'abandon par la noblesse de ses privilèges pécuniaires. Il est l'un des commissaires rédacteurs du cahier de doléances de la noblesse.
Le 31 mars 1789, il est élu par cette sénéchaussée député de la noblesse aux États généraux. Il jouit de la procuration du comte de Provence. 
Il est le porte-parole d'une délégation libérale qui demande le vote par tête, mais son mandat lui interdit de participer à un vote sur cette base. Le 26 juin 1789, il passe outre en siégeant avec le tiers. Il siège ensuite à droite, vote contre les assignats et contre le rattachement d'Avignon et du Comtat Venaissin à la France.
À la fin de 1790, il doit se défendre à la tribune d'avoir fomenté des troubles à Hesdin, ou cantonne son régiment.
Après la fin de son mandat, en octobre 1791, il émigre en février 1792 avec d'autres officiers de son régiment et rallie l'armée des princes, avec laquelle il sert à la bataille de Valmy.
Sous la Restauration, il réside à nouveau dans son château de Saint Privat, où il meurt en 1826.

## Mariage et descendance
Il épouse à Ruffec le 2 juin 1783 Philippine de Broglie (Paris, paroisse Saint Sulpice, 5 février 1762 - Paris, 15 août 1843), fille de Charles François de Broglie, marquis de Ruffec, lieutenant-général des armées du Roi, chevalier de ses ordres, et de la princesse Louise de Montmorency. 
Dont deux enfants :
- Alexandre de Faret, marquis de Fournès, conseiller-général du canton de Remoulins (Paris, 10 février 1786 - château de Saint Privat, 21 août 1844), marié en 1822 avec Amanda de Héricy (1798-1870). Dont postérité, notamment le préfet Arthur-Henri de Faret de Fournès (1823-1888) ;
- Fulvie de Faret de Fournès (Paris, paroisse Saint Sulpice, 27 octobre 1789 - Paris 6e), mariée à Paris le  4 juillet 1812 avec Alphonse, marquis de Pons Renepont (1781-1868), dont postérité.

### Sources
- « Jules-Marie-Henri de Faret de Fournès », dans Adolphe Robert et Gaston Cougny, Dictionnaire des parlementaires français, Edgar Bourloton, 1889-1891 [détail de l’édition]
- Armand Cosson, « Fournès-Faret (Jules-Marie) », dans Grands notables du Premier Empire : Gard, Paris, Éditions du CNRS, 1980 (ISBN 2-222-02661-X), p. 24.